# LATAM Cargo (Colombia)
LATAM Cargo Colombia (ex Línea Aérea Carguera de Colombia S.A., LANCO y LAN Cargo Colombia), es una compañía aérea de carga con sede en Bogotá, Colombia. Su base principal es el Aeropuerto Internacional El Dorado. Es una filial de LATAM Cargo, del grupo LATAM. 

## Destinos

### Destinos regulares
LATAM Cargo Colombia sirve a los siguientes destinos a octubre de 2023:
|  | Hub              |
|  | Focus city       |
|  | Estacional       |
|  | Futuros destinos |

| Países               | Destinos            | Aeropuertos                                         | Notas                 |
| -------------------- | ------------------- | --------------------------------------------------- | --------------------- |
| Alemania             | Fráncfort           | Aeropuerto de Fráncfort del Meno                    |                       |
| Argentina            | Buenos Aires        | Aeropuerto Internacional Ministro Pistarini         |                       |
| Argentina            | Tucumán             | Aeropuerto Internacional Teniente Benjamín Matienzo |                       |
| Brasil               | Belo Horizonte      | Aeropuerto Internacional Tancredo Neves             |                       |
| Brasil               | Campinas            | Aeropuerto Internacional de Campinas                |                       |
| Brasil               | Manaus              | Aeropuerto Internacional Eduardo Gomes              |                       |
| Brasil               | Río de Janeiro      | Aeropuerto Internacional de Galeão                  |                       |
| Brasil               | Porto Alegre        | Aeropuerto Internacional Salgado Filho              |                       |
| Cabo Verde           | Espargos            | Aeropuerto Internacional Amílcar Cabral             |                       |
| Chile                | Santiago de Chile   | Aeropuerto Internacional Arturo Merino Benítez      |                       |
| Colombia             | Barranquilla        | Aeropuerto Internacional Ernesto Cortissoz          |                       |
| Colombia             | Bogotá              | Aeropuerto Internacional El Dorado                  | Centro de operaciones |
| Colombia             | Cali                | Aeropuerto Internacional Alfonso Bonilla Aragón     |                       |
| Colombia             | Medellín            | Aeropuerto Internacional José María Córdova         |                       |
| Costa Rica           | San José            | Aeropuerto Internacional Juan Santamaría            |                       |
| Ecuador              | Guayaquil           | Aeropuerto Internacional José Joaquín de Olmedo     |                       |
| Ecuador              | Quito               | Aeropuerto Internacional Mariscal Sucre             |                       |
| El Salvador          | San Salvador        | Aeropuerto Internacional de El Salvador             |                       |
| España               | Madrid              | Aeropuerto Adolfo Suárez Madrid-Barajas             |                       |
| España               | Zaragoza            | Aeropuerto de Zaragoza                              |                       |
| Estados Unidos       | Chicago             | Aeropuerto Internacional O'Hare                     |                       |
| Estados Unidos       | Huntsville          | Aeropuerto Internacional de Huntsville              |                       |
| Estados Unidos       | Los Ángeles         | Aeropuerto Internacional de Los Ángeles             |                       |
| Estados Unidos       | Miami               | Aeropuerto Internacional de Miami                   | Centro de operaciones |
| Estados Unidos       | Nueva York          | Aeropuerto Internacional John F Kennedy             |                       |
| Guatemala            | Ciudad de Guatemala | Aeropuerto Internacional La Aurora                  |                       |
| Países Bajos         | Ámsterdam           | Aeropuerto de Ámsterdam-Schiphol                    |                       |
| Panamá               | Ciudad de Panamá    | Aeropuerto Internacional de Tocumen                 |                       |
| Paraguay             | Asunción            | Aeropuerto Internacional Silvio Pettirossi          |                       |
| Paraguay             | Ciudad del Este     | Aeropuerto Internacional Guaraní                    |                       |
| Perú                 | Lima                | Aeropuerto Internacional Jorge Chávez               |                       |
| República Dominicana | Santo Domingo       | Aeropuerto Internacional Las Américas               |                       |
| Uruguay              | Montevideo          | Aeropuerto Internacional Carrasco                   |                       |

## Flota actual

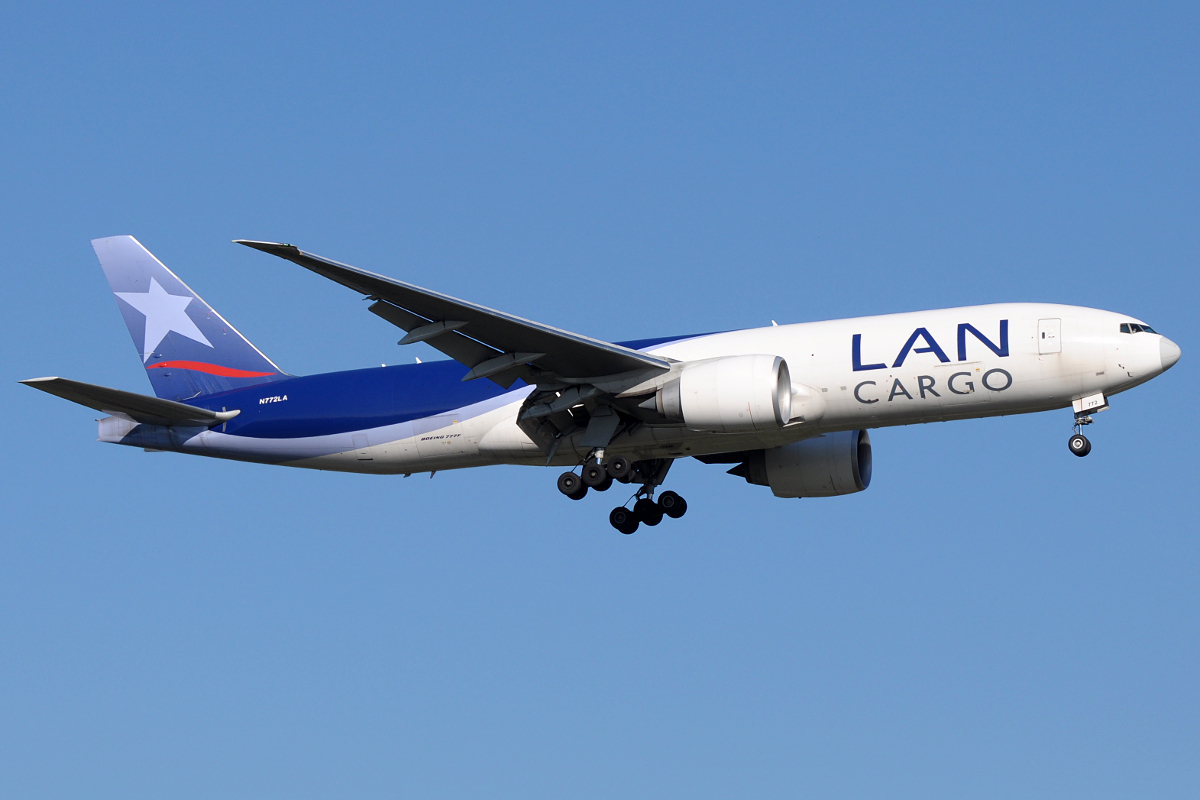
Boeing 777F con pintura de LAN Cargo, cuando esta poseía este nombre.

La flota de LATAM Cargo Colombia incluye los siguientes aviones:
| Aeronaves       | En servicio | Pedidos | Matrículas                                             | Antigüedad                                             |
| --------------- | ----------- | ------- | ------------------------------------------------------ | ------------------------------------------------------ |
| Boeing 767-300F | 11          | —       | N532LA                                                 | 23,2 años                                              |
| Boeing 767-300F | 11          | —       | N536LA                                                 | 22 años                                                |
| Boeing 767-300F | 11          | —       | N418LA                                                 | 18 años                                                |
| Boeing 767-300F | 11          | —       | N542LA                                                 | 17,3 años                                              |
| Boeing 767-300F | 11          | —       | N538LA                                                 | 17,2 años                                              |
| Boeing 767-300F | 11          | —       | N540LA                                                 | 16,9 años                                              |
| Boeing 767-300F | 11          | —       | CC-CXK                                                 | 13,9 años                                              |
| Boeing 767-300F | 11          | —       | CC-BDC                                                 | 11,9 años                                              |
| Boeing 767-300F | 11          | —       | N564LA                                                 | 11 años                                                |
| Total           | 11          | —       | Edad media de la flota (noviembre de 2023): 15,9 años. | Edad media de la flota (noviembre de 2023): 15,9 años. |

## Flota histórica
| Aeronaves   | Total | Introducido | Retirado | Matrículas |
| ----------- | ----- | ----------- | -------- | ---------- |
| Boeing 777F | 1     | 2016        | 2018     | N776LA     |